# Victor Peytavin
Pour les articles homonymes, voir Peytavin.
Victor Peytavin, né à Chambéry en 1773 et mort à Paris le 11 mai 1849, est un peintre français.
Il est le frère du peintre Jean-Baptiste Peytavin (1767-1855).

## Biographie
Peintre paysagiste, il expose aux Salons parisiens de 1808 à 1824.
Par un sujet du Salon de 1812, nous apprenons que Victor Peytavin avait épousé Mademoiselle Folie.

## Salons
- 1808, no 472, Les Grecs et les Troyens se disputant le corps de Patrocle.
- 1812,
  - no 715, Générosité de S. M. L'Empereur envers Etienne Folie, son ancien maître d'armes et beau-père de l'artiste.
  - no 716, Une scène de voleurs.
- 1824
  - no 1344, Paysage, effet de matin.
  - no 1345, Paysage, effet de soir.

## Sources
- Charles Gabet, Dictionnaire des artistes de l'école française au XIXe siècle, Paris, 1831, p. 552.